# Endozestis
Endozestis é um gênero de mariposa pertencente à família Acrolepiidae.